# 魏寧格爾山
84°47′S 65°30′W / 84.783°S 65.500°W
魏寧格爾山（英語：Mount Weininger）是南極洲的山峰，位於伊利沙伯女皇地，屬於彭薩科拉山脈中帕圖克森特山脈的一部分，海拔高度1,970米，美國地質調查局根據測量和美國海軍拍攝的空中照片繪入地圖，現時由南極條約體系管理。